# Jonas Jonasson
Jonas Jonasson (s polnim imenom in priimkom Pär-Ola Jonas Jonasson), švedski
novinar in pisatelj, * 6. julij 1961, Växjö.
Rodil se je v družini lekarnarja in medicinske sestre. V rojstnem kraju je obiskoval gimnazijo ter nato na Univerzi v Göteborgu končal študij švedščine in španščine. Po končanem študiju je v rojstnem kraju najprej delal kot novinar, nato ustanovil lastno medijsko podjetje, ki pa ga je 2005 prodal in se umaknil iz javnega življenja. Leta 2009 je izdal knjigo Hundraåringen som klev ut genom fönstret och försvann, ki je kmalu postala svetovna uspešnica. Knjiga je v prevodu Nade Grošelj z naslovom Stoletnik, ki je zlezel skozi okno in izginil leta 2013 izšla tudi v Sloveniji. 

## Naslovi knjig, prevedenih v slovenščino
- Stoletnik, ki je zlezel skozi okno in izginil ISBN 978-961-01-2853-3 (COBISS)
- Morilec, ki je hotel v nebesa ISBN 978-961-01-4706-0 (COBISS)
- Analfabetka, ki je obvladala računstvo ISBN 978-961-01-3024-6 (COBISS)